# Yumurtalık
Yumurtalık ist ein Badeort im Süden der Türkei und Hauptort des gleichnamigen Landkreises der Provinz Adana. Seit einer Gebietsreform im Jahre 2014 sind Gemeinde (Belediye) und der Landkreis (İlçe) deckungsgleich. Yumurtalık liegt ca. 80 km von der Stadt Adana entfernt am Golf von İskenderun. Die Einwohnerzahl beträgt 17.970 (Stand: Ende 2024).
In der Antike lag an der Stelle des heutigen Yumurtalık der Ort Aigeai. Im Mittelalter und in späterer osmanischer Zeit war der Name Ayas. Im Mittelalter war die Stadt auch als Ajazzo oder Lajazzo bekannt.

## Sehenswertes

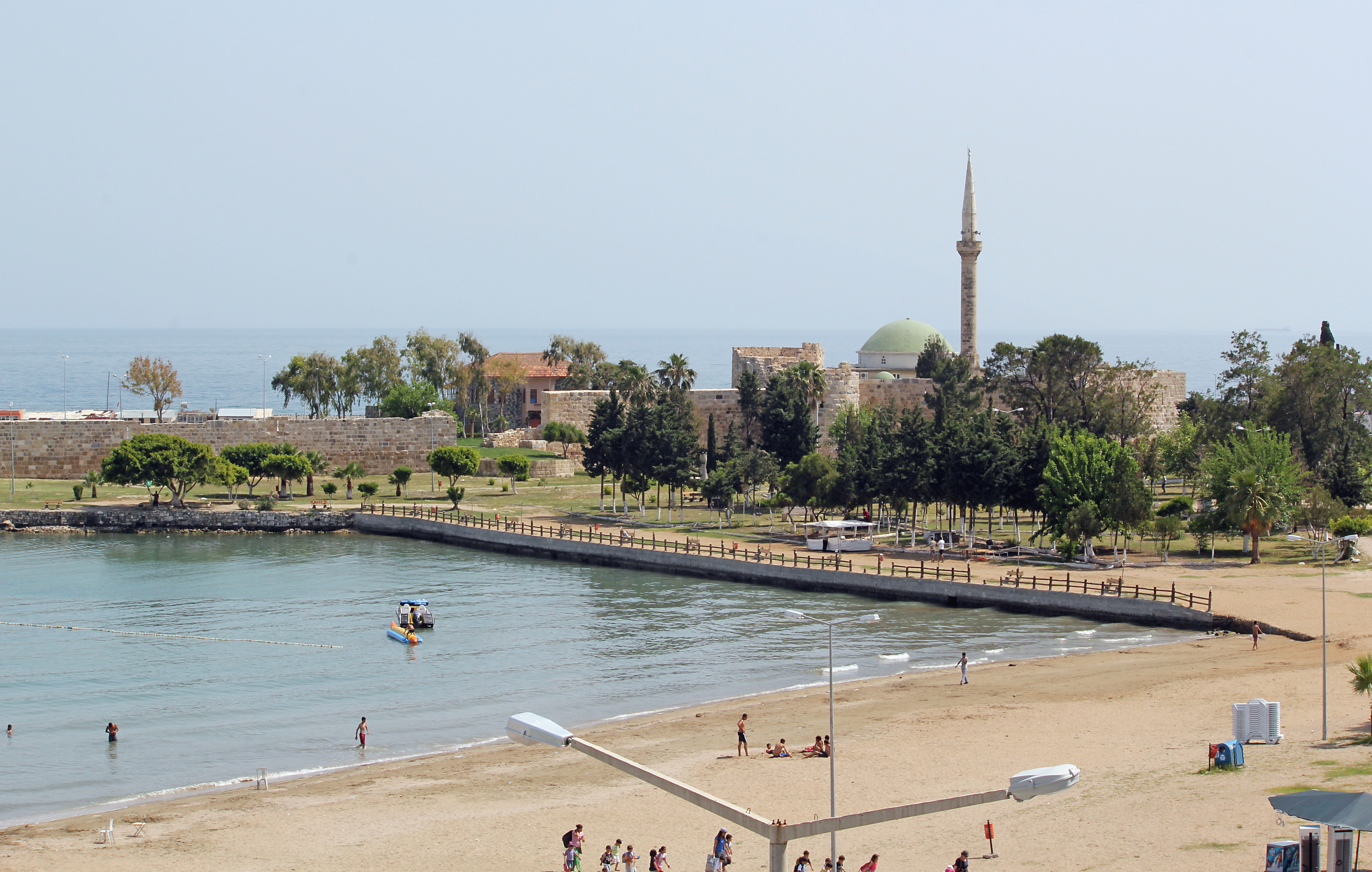
Ayas Kalesi, Landburg mit Moschee

Von der antiken Stadt sind eine See- und eine Landburg sowie ein etwa einen Kilometer westlich am Meer liegender Turm erhalten. 1994 wurde bei Bauarbeiten die späthethitische Stele von Yumurtalık gefunden.
Etwa 20 Kilometer nordöstlich liegt die Kurtkulağı-Karawanserei im gleichnamigen Ort.